# Rajko Prodanović
Rajko Prodanović (serbisch-kyrillisch Рајко Продановић; * 24. April 1986 in Belgrad, SFR Jugoslawien) ist ein ehemaliger serbischer Handballspieler.
Ab 2011 spielte er beim ungarischen Erstligisten SC Szeged. Zur Saison 2013/14 wechselte er zunächst zum Ligarivalen KC Veszprém, ging von dort aber im September 2013 auf Leihbasis zum deutschen Bundesligisten Rhein-Neckar Löwen. Zur Saison 2014/15 wechselte er zurück zum SC Szeged. Im Sommer 2016 schloss er sich Brest GK Meschkow an. Mit Brest GK Meschkow gewann er 2017 und 2018 die belarussische Meisterschaft sowie den belarussischen Pokal.
Im Sommer 2012 nahm der 1,86 Meter große Rechtsaußen mit der serbischen Nationalmannschaft an den Olympischen Spielen in London teil. Mit Serbien gewann er die Goldmedaille bei den Mittelmeerspielen 2009.